# Disenchanted (film)
Disenchanted is een Amerikaanse sprookjesfilm van Walt Disney Pictures, onder regie van Adam Shankman, die op 18 november 2022 verscheen op de streamingdienst Disney+.
De film is een vervolg op de Disney-film Enchanted uit 2007.

## Rolverdeling
| Personage      | Acteur                | Stemacteur Nederlandse nasynchronisatie | Stemacteur Vlaamse nasychronisatie |
| -------------- | --------------------- | --------------------------------------- | ---------------------------------- |
| Giselle        | Amy Adams             | Tineke Blok                             | Ann Van den Broeck                 |
| Robert Philip  | Patrick Dempsey       | Sebastiaan Labrie                       | Roel Vanderstukken                 |
| Malvina        | Maya Rudolph          | Jeannine La Rose                        | Goele De Raedt                     |
| Morgan Philip  | Gabriella Baldacchino | Michelle Smit                           | Lotte Heuten                       |
| Prins Edward   | James Marsden         | René van Kooten                         | Michiel De Meyer                   |
| Nancy Tremaine | Idina Menzel          | Linda Verstraten                        | Katrien De Becker Zang: Elke Buyle |
| Rosaleen       | Yvette Nicole Brown   | Jacqueline Jonkers                      |                                    |
| Ruby           | Jayma Mays            | Kirsten Fennis                          | Nicoline Dossche                   |
| Tyson          | Kolton Stewart        |                                         | Noa Tambwé Kabati                  |
| Edgar          | Oscar Nuñez           |                                         |                                    |
| Scroll (stem)  | Alan Tudyk            | Reinder van der Naalt                   |                                    |
| Pip (stem)     | Griffin Newman        | Huub Dikstaal                           |                                    |

De Nederlands-Nederlandse nasynchronisatie is geregisseerd door Hilde de Mildt.
De Belgisch-Nederlandse nasychronisatie is geregisseerd door Liesbeth De Wolf en vertaald door Veronique Denis.

## Ontwikkeling
In februari 2010 meldde Variety dat Walt Disney Pictures van plan was om een vervolg te filmen, waarbij Barry Josephson en Barry Sonnenfeld opnieuw zouden produceren. Jessie Nelson was aangewezen om het scenario te schrijven en Anne Fletcher om de film te regisseren. Disney hoopte dat de castleden uit de eerste film zouden terugkeren. Componist Alan Menken en acteur James Marsden toonden beiden interesse om terug te keren voor een vervolg.
Er gingen vier jaar voorbij tot in juli 2014 Anne Fletcher alsnog genoemd werd als regisseur voor het project, terwijl scenarioschrijvers J. David Stem en David N. Weiss het script aan het herschrijven waren.
In september 2015 werd de titel onthuld: Disenchanted. In oktober 2016 verving Adam Shankman, die ooit het oorspronkelijke Enchanted zou gaan regisseren, Fletcher als regisseur.
Het filmen was oorspronkelijk gepland om te beginnen in de zomer van 2017. In januari 2018 verklaarde Shankman dat de film meer nummers zou bevatten dan het origineel, en met dezelfde hoeveelheid animatie. Twee maanden later kondigde Shankman aan dat Alan Menken en Stephen Schwartz zouden terugkeren om liedjes voor de film te schrijven. In februari 2020 erkende Stephen Schwartz dat er lopende vergaderingen waren over het vervolg, en vertelde dat Shankman (regisseur) die ook zal dienen als scenarioschrijver van de film. In maart 2020 werd gemeld dat de film in pre-productie was gegaan. In april van hetzelfde jaar bevestigde Alan Menken dat hij en Schwartz momenteel samen de liedjes van de film schrijven.
In december 2020 werd Disenchanted officieel aangekondigd, waarin Amy Adams de rol van Giselle opnieuw zal vertolken. De film zal exclusief worden uitgebracht op de streamingdienst Disney+. Later die maand werd bekend dat Patrick Dempsey zich officieel aansloot om terug te keren als Robert en werd onthuld dat Disney Brigette Hales, Richard Lagravenese, Scott Neustadter en Michael H. Weber had ingehuurd om aan het script van de film te werken.

### Filmen
In januari 2021 werd gemeld dat de opnames in de komende maanden in Ierland zouden beginnen. In maart 2021 verklaarde Menken dat James Marsden en Idina Menzel in hun rollen zouden terug kruipen en dat de rol van Morgan door een nieuwe actrice zal worden gespeeld. In april 2021 werd gemeld dat de Zeven Dwergen uit Sneeuwwitje in de film zouden verschijnen en dat er een nieuwe schurk in de film te zien zal zijn. Kort daarna voegden Maya Rudolph, Yvette Nicole Brown en Jayma Mays zich bij de cast als de schurken van de film.
De film zou naar verwachting op 3 mei 2021 in Los Angeles, Californië, met filmen beginnen. De rest van de film zou worden gefilmd in Ierland. Op 6 mei 2021 bevestigde Amy Adams op Instagram-video dat ze in Ierland was aangekomen om te beginnen met het filmen van het vervolg.
Op 22 juli 2021 werd bevestigd dat de draaidagen voor Disenchanted erop zaten.

### Re-shoots
Op 21 maart 2022 werd bekendgemaakt dat sommige (nieuwe) scenes opnieuw zouden worden gefilmd na gemengde reacties van publiek op de testscreening van de film. De opnames voor deze nieuwe scenes vonden plaats tussen maart en april 2022 in het plaatsje Buckinghamshire in England.

### Verhaal
De muzikale en komische speelfilm 'Disenchanted' is de opvolger Disneys kassucces 'Enchanted', waarin we de originele cast terugzien van het hartverwarmende verhaal van de beminnelijke, hopeloos romantische jonkvrouw Giselle uit de sprookjeswereld van Andalasia, die in het koninkrijk New York eindelijk haar prins heeft gevonden, de scheidingsadvocaat Robert Philip.
Giselle en Robert zijn vijftien jaar getrouwd, maar Giselle is gedesillusioneerd geraakt door het leven in de stad. Ze besluiten met hun groeiende gezin te verhuizen naar de slaperige voorstad Monroeville, op zoek naar een sprookjesachtiger leven. Helaas is dat niet de snelle oplossing waar ze op had gehoopt. De voorstad kent hele andere regels en een lokaal alfavrouwtje, Malvina Monroe, door wie Giselle zich meer dan ooit ontheemd voelt. Gefrustreerd omdat het niet meevalt om lang en gelukkig te leven, doet ze een beroep op de magie van Andalasia. Hiermee verandert ze per ongeluk het hele stadje in een echt levend sprookje en brengt ze het toekomstige geluk van haar gezin in gevaar. Nu moet Giselle in een race tegen de klok de betovering proberen terug te draaien en vaststellen wat 'lang en gelukkig' voor haar en haar gezin nou echt betekent.

## Muziek
In maart 2018 maakte regisseur Adam Shankman bekend dat Alan Menken en Stephen Schwartz opnieuw liedjes zouden schrijven voor het vervolg.
In een interview met Variety eind april 2021 maakte Patrick Dempsey bekend dat hij gaat zingen.
In mei 2021 zei liedtekstschrijver Stephen Schwartz dat de film zeven nummers en een aantal reprises zal bevatten, waaronder twee nummers voor het karakter Nancy, gespeeld door Idina Menzel. In verschillende interviews werden sommige titels van de liedjes uit de film onthuld: "Even More Enchanted", "Love Power" en "Fairy Tale Life".
Op 18 november 2022 kwam de soundtrack voor Disenchanted op verschillende digitale platformen uit.
Alle liedjes zijn gecompenseerd door Alan Menken met liedteksten geschreven door Stephen Schwartz.

##### Tracklist
| 1.                 | Andalasia                            | Griffin Newman                                                        | 4:30 |
| 2.                 | Even More Enchanted                  | Amy Adams                                                             | 2:57 |
| 3.                 | The Magic of Andalasia               | James Marsden & Idina Menzel                                          | 2:54 |
| 4.                 | Fairytale Life (The Wish)            | Adams                                                                 | 2:54 |
| 5.                 | Fairytale Life (After the Spell)     | Adams, Gabriella Baldacchino, Patrick Dempsey & the Disney Chorus     | 4:03 |
| 6.                 | Perfect                              | Baldacchino, Ann Harada, James Monroe Iglehart & Michael McCorry Rose | 3:14 |
| 7.                 | Badder                               | Adams & Maya Rudolph                                                  | 3:21 |
| 8.                 | Love Power                           | Menzel                                                                | 4:16 |
| 9.                 | Love Power (Reprise)                 | Adams                                                                 | 1:50 |
| 10.                | Even More Enchanted (Finale)         | Adams & the Disney Chorus                                             | 1:37 |
| 11.                | Disenchanted Score Suite             | Alan Menken                                                           | 7:44 |
| 12.                | Hard Time for Heroes (Demo)          | Dempsey, Harada, Iglehart & Rose                                      | 3:47 |
| 13.                | Something Different This Year (Demo) | Baldacchino & Kolton Stewart                                          | 3:36 |
| 14.                | Love Power (End Credits Version)     | Menzel                                                                | 2:58 |
| Totale duur: 49:41 |                                      |                                                                       |      |

## Release
Op 12 november 2021 onthulde Disney het nieuwe officiële logo voor Disenchanted en een beoogde releasedatum voor de herfst van 2022 op Disney+.
In eerste instantie kondigde Disney op 18 mei 2022 een officiële releasedatum voor de film aan. Disenchanted zou naar verwachting vanaf 24 november te streamen zijn op Disney+
Op 19 oktober 2022 werd door Disney aangekondigd dat Disenchanted eerder te streamen zal zijn dan gepland. De nieuwe releasedatum is 18 november 2022.